# The Shoepolishers
 (mars 2008).
Si vous disposez d'ouvrages ou d'articles de référence ou si vous connaissez des sites web de qualité traitant du thème abordé ici, merci de compléter l'article en donnant les références utiles à sa vérifiabilité et en les liant à la section « Notes et références ».
The Shoepolishers (littéralement les cireurs de pompes) est un groupe de rock festif originaire de Belfort-Montbéliard dont le succès a débuté au milieu des années 2000 dans la région Franche-Comté.

## Les membres du groupe
Les ShoePolishers sont composés de Boss au chant, à la guitare et à la flûte et Nils à la batterie, Lu au violon, Steff à l'accordéon et Turtle à la basse.
Du groupe d'origine  (Boss au chant, Mac Olive au violon, Gadge à l'accordéon diatonique et Edvil à la batterie), ne reste que le chanteur, le fondateur du groupe.
Le style a lui aussi évolué tout au long des années. Après avoir présenté un répertoire très hétéroclite et varié, le répertoire est maintenant principalement basé sur les compositions du chanteur et de son univers décalé "Blairoland", et agrémenté de traditionnels celtiques revu et corrigés sauce ShoePolishers.
Ils sortent en mars 2016 leur 5e album, résolument festif, intitulé : ShoePolishers, décliné en version CD et Vinyl.
Une BD mettant en image les paroles délirantes de cet album est sorti en septembre 2016.